# Niszczyce-Pieńki
Niszczyce-Pieńki – wieś sołecka w Polsce położona w województwie mazowieckim, w powiecie płockim, w gminie Bielsk.
W latach 1975–1998 miejscowość administracyjnie należała do województwa płockiego.
Wieś ma charakter typowo rolniczy. Jedyny zakład przemysłowy jaki się tam mieści to przetwórnia ryb, którą założył w latach dziewięćdziesiątych Lech Szymborski.